# Prix Bach de la Royal Academy of Music
Le prix Bach de la Royal Academy of Music (Royal Academy of Music Bach Prize) est un prix attribué chaque année depuis 2006 par la Royal Academy of Music de Londres. Il récompense des interprètes et universitaires ayant apporté une contribution remarquable à la musique de Johann Sebastian Bach. D'une valeur de 10 000 livres sterling, il est financé par la fondation Kohn. Le jury qui l'attribue est composé du directeur de la Royal Academy of Music, d'un des précédents lauréats du prix et de Ralph Kohn (en) - homme d'affaires britannique à l'origine de la fondation qui porte son nom.

## Lauréats
- 2006 : Christoph Wolff
- 2007 : András Schiff
- 2008 : John Eliot Gardiner
- 2009 : Peter Schreier
- 2010 : John Butt
- 2011 : Chœur de l'église Saint-Thomas de Leipzig
- 2012 : Masaaki Suzuki
- 2013 : Murray Perahia